# Jesús Herbas
Jesús Herbas Reyes (2 stycznia 1940) – piłkarz boliwijski, pomocnik. Jego młodszy brat, Jaime Herbas, także był reprezentantem kraju.
Jako piłkarz klubu Club Jorge Wilstermann wziął udział w turnieju Copa América 1963, gdzie Boliwia zdobyła tytuł mistrza Ameryki Południowej. Herbas zagrał w trzech meczach – z Peru, Paragwajem i Argentyną.
W sierpniu 1965 roku Herbas wziął udział w eliminacjach do finałów mistrzostw świata w 1966 roku, gdzie zagrał w jednym meczu – na wyjeździe z Argentyną.
Wziął także udział w turnieju Copa América 1967, gdzie Boliwia zajęła ostatnie, szóste miejsce. Herbas zagrał w trzech meczach – z Argentyną, Paragwajem (zmienił na boisku Guery Agredę) i Chile.
Latem 1969 roku wziął udział w eliminacjach do finałów mistrzostw świata w 1970 roku. Herbas zagrał w 4 meczach – dwóch z Argentyną i w dwóch z Peru.
W 1972 roku zakończył karierę piłkarską, będąc do końca graczem klubu Jorge Wilstermann.